# Енглеско пејзажно сликарство
Енглеско пејзажно сликарство се односи на пејзажно сликарство у Енглеској крајем 18.ог и у 19. веку. 
Сликање пејзажа је до периода ренесансе било споредна тема и као таква, на сликама је пратила друге главне теме. Од ренесансе, пејзажно сликарство у сликарству постаје и сама главна тема. Свој врхунац сликање пејзажа доживљава у 19. веку када су романтичне представе омогућиле да пејзажи постају равноправно заступљена тема са историјским темама.
Након што сликарство рококоа није донело никакву новину у област пејзажног сликарства, при крају 18. века се, најпре у Енглеској, променио поглед на представе пејзажа. Нови концепти у овој области сликарства су се подударали са уређивањем пејзажних башта и паркова у то доба, а манифестовали су се у сликарству Џона Констабла, Вилијама Тарнера и других. Њихове слике се карактеришу како тежњом за природним пејзажом, тако и за тумачењем природних атмосферских појава и промена уз њега.

## Енглеско херојско пејзажно сликарство
Са стране романтичарског сликартва, разликују се два типа пејзажног сликарства. Први тип је херојски пејзаж. Он је испуњен античким представама људи и грађевина и настоји да оживи антику коју сликари овог типа пејзажа сматрају за узорну епоху.

### Италијански Вилсонов стил
Иако је значајнији и заступљенији тип енглеског пејзажног сликарства био идеални пејзаж који је инспирацијно дошао из Холандије, право пејзажно сликарство у Енглеској везано је за енглеско херојско пејзажно сликарство и потиче из Италије.
Први сликар пејзажиста је био Ричард Вилсон, рођен 1713. године, као син велшког свештеника. Како је био у контакту са класиком од најранијег узраста, Вилсон је одрастао гајећи велику блискост са делима Вергилија, Хорација и других римских песника. У својим делима призивао је римску природу. Његова посета Италији током 1750-их година, инспирисала га је да наслика локалне сцене исте атмосфере идиличног спокоја, где је северни пејзаж који је имао пред собом осликао као да је био обасјан златним италијанским светлом.
Сасвим је природно да су слике које су настајале биле више његове визије, него стварни описи. Пејзаж је идеализовао покретањем дрвећа, језера, па чак и планина, како би створио врсту композиције коју је усавршио италијанизовани сликар Клод Лорен, чија дела су била широко присутна у колекцијама у Енглеској током 18. века.

## Енглеско пејзажно сликарство идеалних пејзажа
Други тип пејзажног сликарства, поред херојског пејзажа, је идеални пејзаж. Састављен је од појединачних елемената пејзажа као компоненти идеалног призора, који надмашује и саму природу. Карактерише се идеализованим просторима и пажљиво нијансираним и обилним светлом.

### Портретски стил Гејнзбороа
Енглески уметник Томас Гејнзборо је у 1780-им годинама био један од најуспешнијих портретиста свог времена. Дивили су му се због осећаја и способности да буде допадљив, добро је зарађивао од цртања портрета, а могао је да бира међу масом поруџбина које су стизале у његов студио у Лондону. Међутим, Гејнзборо је желео да напусти Лондон и врати се на село где је провео своју младост како би се посветио сликању пејзажа. Иако град никада није напустио, за живота је насликао низ успешних пејзажа који су осликавале сеоски живот.
Гејнзборо је сликао истим покретима четкице којима је давао виталност портретима сликао и пејзаже на којима су приказани крајолици у Енглеској. Његове слике нису биле прецизне, јер су настајале као производ његове маште. На сликама је приказивао визије прошараних шума насељених становницима шумских колиба и задовољним стадима у летњем годишњем добу.
Све до друге половине 18. века, пејзажно сликарство се није сматрало узвишеним попут осталих стилова сликања. Гејнзбороова склоност ка сликању пејзажа била је донекле иновативно сликање и он је схаватао да од тога не може да зарађује за живот, те се бавио и сликањем портрета. Како би успео као сликар у Енглеској у 17. и почетком 18. века, уметник је морао да се фокусира на портрете или, још боље, на грандиозна платна која су осликавала историјске догађаје или сцене из класичне митологије, у мери у којој би представљаеле украс на зидовима великих сеоских кућа.

#### Однос између Вилсона и Гејнзбороа
Гејнзборо, који је био око 15 година млађи од Ричарда Вилсона који се бавио херојским пејзажним сликарством у Енглеској, био је сеоско дете из Сафока и одрастао је неупознавши класике латинске књижевности. Његови први пејзажи били су у холандском стилу и имали су груб изглед под утицајем временских прилика, карактеристичних за сеферну хемисферу. Када га је успех довео у Лондон, Гејнзборо је своју носталгију за природом преточио у благе визије сеоског блаженства подједнако нестварне као Вилсонове, али урађене са уметношћу која вуче у машту.
Упркос оригиналности Гејнзборовог рада, његови каснији пејзажи су били под утицајем теорије о лепоти, познате као пиктореска, коју је формулисао велечасни Виљем Гилпин 1790-их, а прихватила ју је неколицина тадашњих модерних писаца. Пиктореска је представљала групу правила вредновања „грубости и разноликости“ пејзажа који су проткани мноштвом дрвећа и нахереним колибама, уздигнутим изнад добро одржаваних вртова и уредних вила. На неки начин је ова теорија била корисна за унапређивање пезјажног сликарства у Енглеској, јер је подстакла младе сликаре да крену у природу да погледају пејзаже и примене стандарде на њих. Како су их упутства пиктореске ограничавала, много талентованих пејзажних сликара су крајем 19. века били против ње.

### Констаблов реализам
Џон Констабл се родио 1776. године у селу Ист Берголд, у Сафоку, неколико километара од Гејнзборовог родног града. Он је, попут Гејнзбороа, волео пределе Сафока, али његов став према сликарству је био веома другачији. Констабл није имао времена за романтични ескапизам пиктореске, нити за трикове у композицији које су њене присталице примењивале. Констабл је желео да слика баш оно што види пред собом. Проповедао је да се елементи уметности могу наћи „под сваком живицом и у сваком сокаку" и веровао да сликање неког објекта значи да се открије истину о њему, као што би научник анализирао хемијске елементе и физичке силе које делују на њих.
За разлику од Гејнзбороа, Констабл је дуги низ година био игнорисан као уметник. Међутим, он се држао својих принципа правећи скице на отвореном како би узхватио светлосне ефекте у природи којој се дивио. Привлачиле су га временске прилике, те је урадио серију студија о небу у акварелу и уљу које је користио као полазну основу када је радио комплетне слике. Његовим композицијама доминирале су масе ковитлајућих облака који се скоро изненада смењују са другим елементима слике.
Констаблова жеља је била да уради уље на платну на отвореном са призором испред себе, али у доба када нису постојале боје у туби, а мешање и транспорт боја билои су изузетно тешки. Било је скоро немогуће радити на великом платну на отвореном. Констабл је на крају постигао успех и трајну репутацију урадивши серију великих пејзажа око реке Стур који су сликани у атељеу на основу мукотрпних проучавања на отвореном. Најпознатија међу њима Хеј Ваин на изложби у Академији 1821. године привукла је значајну пажњу. Слика се појавила у париском салону 1824, где је добила похвале уметника попут Делакроа, који је након тога посетио Констабла у његовом атељеу.
Констабл се током целог живота држао својих принципа, али је након смрти његове жене 1828. над светлим оптимизмом који је приказан и на слици Хеј Вајн, преовладала је тмурна преокупација мрачном страном природе. Овакви ефекти се јасно виде у сликама као што су Замак Хадлеј и Стари Сарум, које својом драматичном природом подсећају на дела Вилијама Тарнера, великог Констабловог савременика.

### Тарнерови митолошки мотиви и светлосни ефекти
Вилијам Тарнер на сликама није био чистунац као Констабл. Он је био задовољан сликањем великих митолошких дела као што је Пад Картагине или Одисеј се руга Олифемусу, користећи само своју машту на начин који није био прихватљив за Констабла. Тарнер је урадио неколико великих платна по угледу на Клода Лорена и тако је убрзо достигао велики успех, док се Констабл борио у анонимности.
Тарнер је донекле био и бунтовник који је примљен у школу Краљевске академије 1789. године са четрнаест година, а своју прву слику је изложио на Краљевској академији уметности две године касније. Упркос жељи да ствара високо комерцијална уметничка дела, Тарнер је имао сопствену визију. Фасцинирали су га ефекти светла и атмосфере до те мере да његови каснији пејзажи скоро ништа друго и не приказују. Есејиста Виљем Хазлид назвао је ова дела „сликама ништавила које веома личе једна на другу“. Многе од њих су изазвале сензацију када су изложене по први пут, а критичари су их дочекали описом као што је „насумичне“ и „екстравагандне“, што нимало није нашкодило растућој репутацији Тарнера.
Тарнер је слике стварао на ексцентричан начин. Са 67 година ударио је о јарбол брода током олује како би осетио моћ невремена. Своја запажања је забележио у силовитој слици, описујући пароброд у средишту великог вртлога пене, магле и капи, у речитом, али морнарском стилу. Слике попут недовршеног Замка Норам и Изласка сунца са својом смиреном светлошћу показују утицај Клода Лорена, али откривају и перцепцију сетлости коју најављује Моне. Међу најупечатљивијим сликама су акварели Венеције, који су настали 1840-их година.
Многи Тарнерови акварели су били уметничка дела, флуидна и спонтана са смело коришћеним пигментима и техником наношења свеже боје на влажну подлогу.
Водене боје су играле важну улогу у развоју пејзажног сликарства током 18. и 19. века, јер су такве боје постале идеалан медијум за сликање на отвореном, због преносивости материјала. Уметници попут Томаса Гертина, Џона Сел Кортмана, Дејвида Кокса и Питера де Винта исто као Тарнера и Констабла, дали су свој допринос овом процесу који је постепено трансформисао пејзажно сликарство од обичне копије природе као код разгледница, до средства индивидуалног уметничког изражавања.

### Викторијанска носталгија
Током Викторијанског доба, индивидуални израз пејзажног сликарства у Енглеској је добио необичне форме. Немири током индустријске и пољопривредне револуције довели су до огромноих промена у друштву и пејзажу. На такве промене су сликари попут Транера брзо реаговали. Његово дело Киша, пара и брзина из 1844. представља прославу моћи људксог дела у односу на природне силе, на шта су каснији уметници гледали са запрепашћењем.
Због маглих промена и раста популарности одређеним тематикама, дошло је до повлачења у једну врсту носталгичног пасторалног сликарства којем је недостајала уметност и шарм, којим се бавио Гејнзбороу.
Први међу експонентима ове врсте уметности - ескапизма, били су сликари који су се везивали за братство прерафаелита, као што су Виљем Холман-Хант, Џон Еверет Миље и Форд Медокс Браун. Прерафаелити су веровали да сликарство може да се изводи у природи, што је могуће више, али упркос томе су успели да ураде слике које су биле изведене у крајње вештачким условима као што су сви енглески пејзажи подсећајући на свет слатких пастирица и дотераних слуга који су за Гејнзбороа били неупечатљиви.
Ова сентиментална тенденција била је карактеристична и за пејзажисте с краја 19. века, који као да су туговали за изгубљеним светом. У извесној мери, носталгични приступ пејзажном сликарству се наставио у Енглеској уметности 20. века, али утицај постимпресионизма и надреализма подстакао је сликаре као што су Бене Никлсон, Грејем Сатерленд и Ол Неш да користе пејзаж у истраживању својих индивидуалних визија. У међувремену, други сликари попут Стенлија Спенсера имали су интензиван, али суштински објективан приступ уметничким делима која више не подсећају на Констабла и која су свакако била популарнија код публике чија наклоност је углавном била посвећена Констаблу као најистанчанијем сликару од свих енглеских пејзажиста.